# Fury (1936)
Fury is een Amerikaanse film noir uit 1936 onder regie van Fritz Lang. Deze film was de eerste film van Lang gedraaid in Hollywood.

## Verhaal
Joe Wilson wordt op een dag gearresteerd en opgesloten in de gevangenis van een klein dorpje. Hij wordt verdacht van een ontvoering. De dorpelingen geloven dat hij schuldig is en bestormen de gevangenis.

## Rolverdeling
| Acteur            | Personage       |
| ----------------- | --------------- |
| Sylvia Sidney     | Katherine Grant |
| Spencer Tracy     | Joe Wilson      |
| Walter Abel       | Adams           |
| Bruce Cabot       | Kirby Dawson    |
| Edward Ellis      | Thaddus Hummel  |
| Walter Brennan    | Bugs Meyers     |
| Frank Albertson   | Charlie         |
| George Walcott    | Tom             |
| Arthur Stone      | Durkin          |
| Morgan Wallece    | Fred Garrett    |
| George Chandler   | Milton Jackson  |
| Edwin Maxwell     | Will Vickery    |
| Howard C. Hickman | Gouverneur Burt |
| Roger Gray        | Vreemdeling     |